# Leiobunum japonicum
Leiobunum japonicum is een hooiwagen uit de familie Sclerosomatidae.